# Gibsonville (North Carolina)
|  | Dieser Artikel wurde aufgrund von inhaltlichen Mängeln auf der Qualitätssicherungsseite des Projektes USA eingetragen. Hilf mit, die Qualität dieses Artikels auf ein akzeptables Niveau zu bringen, und beteilige dich an der Diskussion! Eine nähere Beschreibung der zu behebenden Mängel fehlt. |

Gibsonville ist eine Town im US-Bundesstaat North Carolina, in den Vereinigten Staaten und liegt im Guilford und im Alamance County. Das U.S. Census Bureau hat bei der Volkszählung 2020 eine Einwohnerzahl von 8920 ermittelt. Die Fläche der Stadt beträgt 6,1 km². Die Bevölkerungsdichte liegt bei 716 pro km².

## Demografie
Die bei der Volkszählung im Jahr 2000 ermittelten 4.372 Einwohner von Gibsonville lebten in 1.707 Haushalten; darunter waren 1.206 Familien. Die Bevölkerungsdichte betrug 718 pro km². Im Ort wurden 1.822 Wohneinheiten erfasst. Unter der Bevölkerung waren 80,2 % Weiße, 15,5 % Afroamerikaner, 0,4 % amerikanische Indianer, 0,8 % Asiaten und 1,7 % von anderen Ethnien; 1,4 % gaben die Zugehörigkeit zu mehreren Ethnien an.
Unter den 1.707 Haushalten hatten 37,3 % Kinder unter 18 Jahren; 54,8 % waren verheiratete zusammenlebende Paare. 23,6 % der Haushalte waren Singlehaushalte. Die durchschnittliche Haushaltsgröße war 2,56, die durchschnittliche Familiengröße 3,05 Personen.
Die Bevölkerung verteilte sich auf 28,0 % unter 18 Jahren, 7,8 % von 18 bis 24 Jahren, 31,7 % von 25 bis 44 Jahren, 22,7 % von 45 bis 64 Jahren und 9,9 % von 65 Jahren oder älter. Der Median des Alters betrug 36 Jahre.
Der Median des Haushaltseinkommens betrug 42.989 $, der Median des Familieneinkommens 51.164 $. Das Pro-Kopf-Einkommen in Gibsonville betrug 21.142 $. Unter der Armutsgrenze lebten 8,9 % der Bevölkerung.